# マイク・ヘイゼン
マイケル・ノーマン・ヘイゼン（Michael Norman Hazen, 1976年1月7日 - ）は、アメリカ合衆国マサチューセッツ州ノーフォーク郡ウェイマス出身の元プロ野球選手（外野手）。左投右打。現在は、MLBのアリゾナ・ダイヤモンドバックスのゼネラルマネージャー （GM）（2016年10月 - ）。

## 経歴
1998年のMLBドラフト31巡目（全体922位）でサンディエゴ・パドレスから指名され、プロ入り。現役生活は翌年までの僅か2年間だった。
2001年からはクリーブランド・インディアンスのフロント入りし、スカウトや育成ディレクターを歴任した。
2006年にはボストン・レッドソックスの選手育成部門主任（ディレクター）に就任した。その後、2011年には球団副社長、2012年には球団副社長兼GM補佐、2015年9月にはGMへと昇進していった。
2016年レギュラーシーズン終了後の10月16日、アリゾナ・ダイヤモンドバックスのGMへの就任が発表された。そのオフには新監督にトーリ・ロブロを据え、共に就任7シーズン目となる2023年にはワールドシリーズ進出を果たした。